# Сидоров Олександр Андрійович
Олександр Андрійович Сидоров (1893, місто Харків — ?) — радянський діяч, голова Харківської міської ради. Член ВУЦВК. 

## Життєпис
Народився в родині слюсаря.
Працював слюсарем-механіком на заводах Харкова та Києва.
Член РКП(б) з 1919 року.
З 1919 по 1920 рік служив у Червоній армії, учасник Громадянської війни в Росії. 
У 1920—1922 роках — секретар районного комітету металістів у місті Харкові; голова робітничого кооперативу металістів у Харкові.
З 1923 по 1925 рік перебував на партійній роботі. Потім працював членом колегії Народного комісаріату праці Української СРР.
До 1929 року — завідувач відділу місцевої промисловості виконавчого комітету Харківської окружної ради.
У 1929—1930 роках — заступник голови виконавчого комітету Харківської окружної ради робітничо-селянських і червоноармійських депутатів. Затверджений заступником голови окрвиконкому на засіданні пленуму Харківського окрвиконкому в січні 1930 року.
З липня по серпень 1930 року — в.о. голови виконавчого комітету Харківської окружної ради робітничо-селянських і червоноармійських депутатів.
15 вересня 1930 — 1932 року — голова Харківської міської ради.
Подальша доля невідома.